# Кубан (стадион)
Вижте пояснителната страница за други значения на Кубан.
Стадион „Кубан“ е футболен стадион, намиращ се в град Краснодар, Русия. Вторият по вместимост стадион в Русия.
Използва се от „Кубан“ и ФК „Краснодар“. Първоначално вместимостта му е била 20 000 души, а през 1980 г. е била 45 000.
През 2004 отборът на Русия е играл на стадион „Кубан“ срещу Естония. През 2011 г. на този стадион се провежда мачът за Суперкупата на Русия.